# Axel Rudi Pell
Axel Rudi Pell (Bochum; 27 de junio de 1960) es un guitarrista alemán de power metal neoclásico, reconocido por su paso por la agrupación Steeler y por su extensa carrera en solitario. Es considerado un guitarrista neoclásico, pues combina elementos de compositores de música clásica con heavy metal tradicional, técnica ejecutada igualmente por otros guitarristas como Yngwie Malmsteen, Vinnie Moore, Tony MacAlpine, Jason Becker, Marty Friedman, Randy Rhoads y Walter Giardino.

## Carrera

### Inicios y Steeler
Axel nació en la ciudad de Bochum, Alemania, el 27 de junio de 1960. Influenciado por agrupaciones como Deep Purple, Rainbow, UFO, Uriah Heep y Scorpions y por guitarristas como Ritchie Blackmore y Michael Schenker, Pell desarrolló un estilo melódico y neoclásico al tocar la guitarra.
En 1981, junto a los músicos Peter Burtz, Tom Eder, Volker Krawczak y Jan Yildiral, fundó la agrupación Steeler. Con esta agrupación grabó cuatro álbumes de estudio entre 1984 y 1988. Tras la grabación del álbum Undercover Animal la banda se separa y Axel inicia su carrera en solitario.

### Axel Rudi Pell
Tras su salida de Steeler, Axel reclutó al bajista Volker Krawczak para que lo acompañara en su aventura como músico solista. Pell, Krawczak y los músicos Jörg Michael, George Hahn y el cantante y guitarrista estadounidense Charlie Huhn grabaron el álbum Wild Obsession en 1989. Dos años después, la banda conformada por Pell, Krawczak, Michael, el teclista Kai Raglewski y el cantante Rob Rock publica el álbum Nasty Reputation a través del sello Steamhammer/SPV.
A partir de ese momento los cambios en la formación empezaron a hacerse constantes, especialmente en el puesto de vocalista. Eternal Prisoner de 1992 incorpora al cantante de ascendencia puertorriqueña Jeff Scott Soto en reemplazo de Rob Rock. La teclista Julie Greaux ingresa a la banda tras la salida de Kai Raglewski para la grabación de un nuevo álbum de estudio, titulado Between the Walls, en 1993. Dos años después la banda publica Made in Germany, un álbum en vivo grabado durante una presentación en la ciudad de Hamburgo el 4 de febrero de 1995 y otra en la ciudad de Bochum el día siguiente.
En 1996 sale a la venta un nuevo álbum de estudio titulado Black Moon Pyramid, nuevamente bajo el sello Steamhammer/SPV y con la producción de Axel Rudi Pell y Ulli Pösselt. El tecladista Christian Wolff ingresa a la agrupación en reemplazo de Julie Greaux y participa en la grabación del álbum Magic de 1997. El cantante Jeff Scott Soto abandona la formación para dedicarse a un proyecto llamado Talisman junto al bajista sueco Marcel Jacob, dejando la vacante de vocalista abierta. El cantante Johnny Gioeli, con experiencia previa en la banda de hard rock Hardline, ocupa el puesto para la grabación del álbum Oceans of Time de 1998.

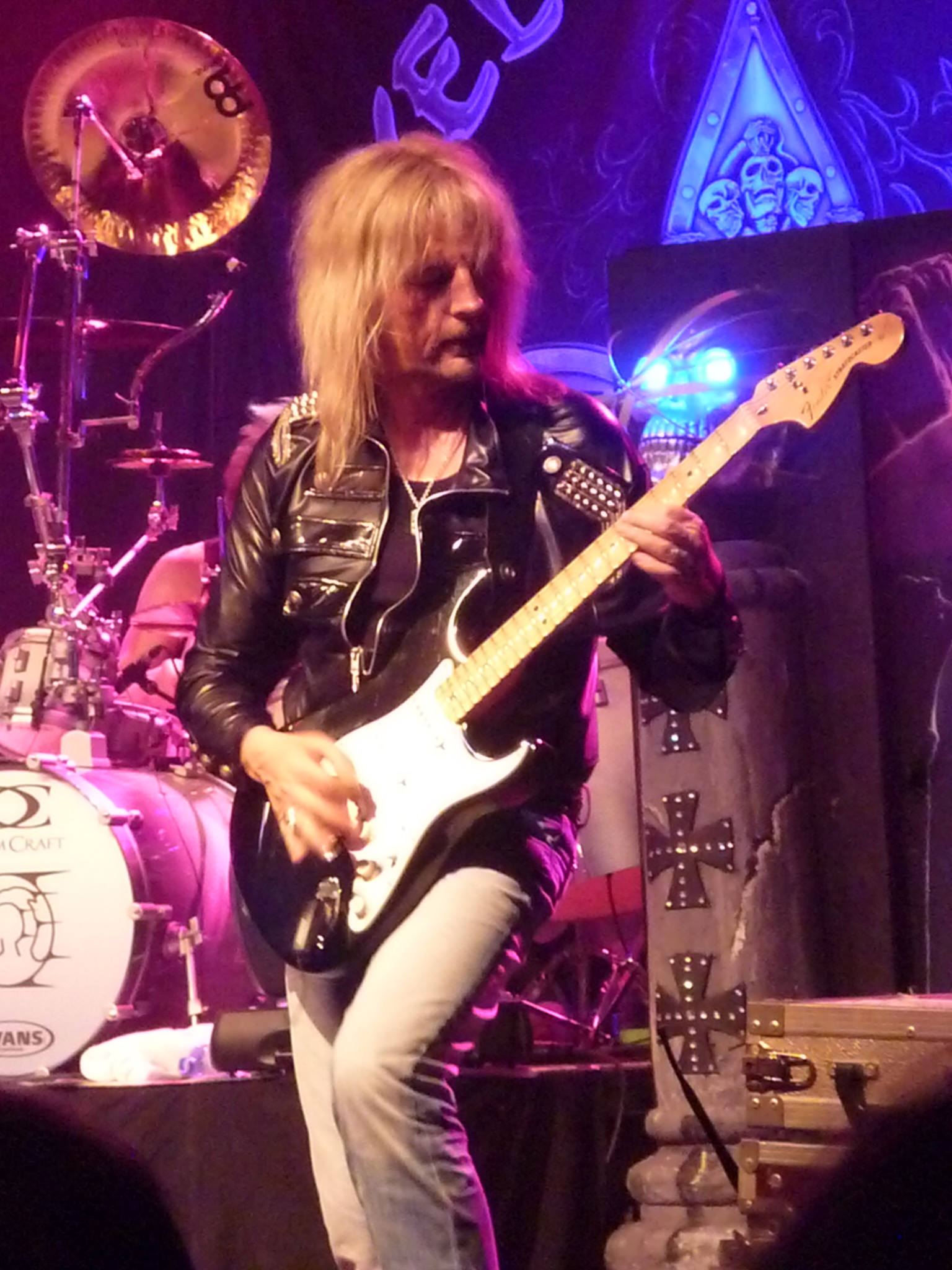
Axel Rudi Pell en vivo en 2012.

Dos años después, la formación compuesta por Pell, Gioeli y Krawzcak, con las incorporaciones del baterista Mike Terrana y el teclista Ferdy Doernberg publica The Masquerade Ball, primer producción de Axel Rudi Pell en el nuevo milenio. En 2002 sale a la venta el recopilatorio The Wizard's Chosen Few, compilando canciones de toda la carrera de la banda y algunas versiones de otras agrupaciones como Deep Purple y The Jimi Hendrix Experience. Ese mismo año se publica el disco de estudio Shadow Zone, acompañado del directo Knights Live, publicado en octubre. La misma formación grabaría los álbumes Kings and Queens (2004), Mystica (2006), el disco de versiones Diamonds Unlocked (2007), Tales of the Crown (2008), The Crest (2010) y Circle of the Oath (2012), al igual que el directo Live on Fire de 2013.
En 2014 la agrupación publica el álbum de estudio Into the Storm con Bobby Rondinelli en la batería, músico popular por su trabajo en bandas como Blue Öyster Cult, Rainbow, Quiet Riot y Black Sabbath. El 24 de abril de 2015 sale al mercado un digipack de tres discos compactos conmemorando los 25 años de trayectoria de la banda llamado Magic Moments, donde se incluyen versiones de Steeler, Rainbow, Deep Purple, Uriah Heep y ZZ Top, y donde participan músicos como Peter Burtz, Tom Eder, Roland Hag y Jan Yiridal de Steeler y Doogie White, Tony Carey, Graham Bonnet y Vinny Appice, entre otros. En 2016 la banda publica Game of Sins, nuevo álbum de estudio producido por Axel Rudi Pell y Charlie Bauerfeind. Un año después la agrupación graba el sencillo "Love's Holding On" junto a la cantante y compositora galesa Bonnie Tyler. La canción finalmente fue incluida en la quinta edición del compilado de baladas The Ballads V.

## Músicos

### Actuales
- Axel Rudi Pell — guitarra (1989–presente)
- Johnny Gioeli — voz (1997–presente)
- Ferdy Doernberg — teclados (1997–presente)
- Volker Krawczak — bajo (1989–presente)
- Bobby Rondinelli — batería (2013–presente)

### Anteriores

#### Voz
- Charlie Huhn (1989)
- Rob Rock (1991)
- Jeff Scott Soto (1992–97)

#### Bajo
- Jörg Deisinger (1989)
- Thomas Smuszynski (1989)

#### Batería
- Jörg Michael (1989–98)
- Mike Terrana (1998–2013)

#### Teclados
- Georg Hahn (1989)
- Rüdiger König (1989)
- Kai Raglewski (1991–92)
- Julie Greaux (1993–96)
- Christian Wolff (1997)

## Discografía

### Steeler
- Steeler (1984)
- Rulin' the Earth (1985)
- Strike Back (1986)
- Undercover Animal (1988)

### Axel Rudi Pell

#### Álbumes de estudio
| - Wild Obsession (1989) - Nasty Reputation (1991) - Eternal Prisoner (1992) - Between the Walls (1994) - Black Moon Pyramid (1996) - Magic (1997) - Oceans of Time (1998) - The Masquerade Ball (2000) - Shadow Zone (2002) | - Kings and Queens (2004) - Mystica (2006) - Diamonds Unlocked (2007) - Tales of the Crown (2008) - The Crest (2010) - Circle of the Oath (2012) - Into the Storm (2014) - Game of Sins (2016) - Knights Call (2018) - Sign of the Times (2020) - Diamonds Unlocked II (2021) - Lost XXIII (2022) - Risen Symbol (2024) |

#### Recopilaciones
- The Ballads (1993)
- The Ballads II (1999)
- The Wizard's Chosen Few (2000)
- Love Ballads (2002)
- The Ballads III (2004)
- The Best of Axel Rudi Pell: Anniversary Edition (2009)
- The Ballads IV (2011)
- Best of ... Axel Rudi Pell (2016)
- The Ballads V (2017)
- Greatest Hits (2019)
- The Ballads VI (2023)

#### Álbumes en vivo
- Made in Germany (1995)
- Knights Live (2002)
- Live On Fire (2013)
- Magic Moments: 25th Anniversary Special Show (2015)
- XXX Anniversari Live (2019)

#### DVD
- Knight Treasures (2002)
- Live Over Europe (2008)
- One Night Live (2010)
- Live On Fire (2013)